# Зубкова, Ольга Валерьевна
О́льга Вале́рьевна Зубко́ва (род. 26 мая 1969, Орёл, СССР) — российская актриса театра, кино и дубляжа, телеведущая.

## Биография
Ольга Зубкова родилась 26 мая 1969 года в Орле.
В 1988 году окончила актёрское отделение Ростовского училища искусств. Училась на одном курсе вместе с Еленой Шульман и Ириной Безруковой. По собственному утверждению, «мечтала быть диктором телевидения, но из-за отсутствия высшего образования не приняли».
С 1987 по 1990 год — актриса Тульского драматического театра имени Горького. В нескольких спектаклях конца 1980-х годов Ольга играла ведущие роли. Затем переехала в Москву, где изначально работала массовиком-затейником на уличных праздниках, секретарём-референтом, актрисой театра «Игроки».
С 1993 года работала на телевидении — была ведущей программ «Времечко», «Чрезвычайный канал» (РТР), «Магазин на диване» (РТР, ТНТ), «Канал Купи» (ТВ-3), «С. С. С. Р.: смотрим, спорим, советуемся, решаем» (Мир). На радиостанциях «Юность» и «Говорит Москва» Ольга некоторое время работала ведущей и параллельно снималась в рекламных роликах («Панадол», «Пышка», «Миф», «Глейд», «Мезим»).
С 2000 года занимается дубляжом и закадровым озвучиванием зарубежных фильмов и телесериалов, озвучивает также документальные фильмы, аудиокниги, компьютерные игры и рекламные ролики.
Одной из первых запоминающихся ролей Зубковой стала Галадриэль в трилогии «Властелин колец». За Зубковой закреплено озвучивание Кейт Бланшетт, Анджелины Джоли, Джулианны Мур, Мишель Пфайффер и Шарлиз Терон.
Зубкова озвучивает Анджелину Джоли с 2005 года. Зубкова озвучила актрису в том числе в рекламе духов.
Зубкова также озвучила Элен Рипли, героиню Сигурни Уивер в киносериале «Чужой».
В сериале «Секс в большом городе» озвучивала Миранду Хоббс, а в одном из полнометражных фильмов озвучила Саманту.
В мае 2018 года выступала в четвертьфинале Высшей лиги КВН в качестве приглашённой звезды вместе с коллегами Владимиром Антоником, Вадимом Андреевым и Сергеем Балабановым.
В 2019 году была одним из чтецов московского Тотального диктанта.
Удостоена специального приза VIII Российского фестиваля короткометражных фильмов KONIK Film Festival 2019 — «За преданность профессии» за фильм «Родные люди».
Среди экранных появлений актрисы — роли в проектах «Родные люди», «Закрытая школа» и «Нежное чудовище».
Муж (с 1991 года) — Алексей Иванович Анненков (род. 12 марта 1959), актёр театра Армена Джигарханяна. Сын — Сергей (род. 1996), актёр кино и дубляжа. Дочь — Юлия (род. 2005).

## Фильмография
- 1997 — Завтра будет день (короткометражный)
- 1999 — Белый танец
- 2001 — Люди и тени. Секреты кукольного театра — Елена Владимировна
- 2002 — Моя граница — Элла
- 2003 — Адвокат (1-й сезон) — Инна Харченко, одноклассница Зимина и Карпинского (фильм 5)
- 2003 — Спасти и выжить — корреспондентка ТВ
- 2003 — Сыщик без лицензии — Оксана Филиппенко (фильм 5)
- 2004 — Нежное чудовище — Мальдина
- 2004 — Не забывай — регистратор ЗАГС
- 2006 — Мой ласковый и нежный мент — Анна, продавщица
- 2006 — Петя Великолепный — Рита
- 2006 — Спасатели. Затмение — Ольга
- 2011 — Охотники за бриллиантами — секретарь у Орлова в 1992 году (8 серия)
- 2011—2012 — Закрытая школа — Светлана Виноградова
- 2018 — Родные люди (короткометражный)

## Дубляж и закадровое озвучивание

### Фильмы

#### Кейт Бланшетт
- 2014 — Хоббит: Битва Пяти Воинств — Галадриэль[18]
- 2013 — Хоббит: Пустошь Смауга — Галадриэль[18]
- 2013 — Жасмин — Жанетт «Жасмин» Фрэнсис[18][19]
- 2012 — Хоббит: Нежданное путешествие — Галадриэль[18]
- 2008 — Загадочная история Бенджамина Баттона — Дэйзи[6]
- 2008 — Индиана Джонс и Королевство хрустального черепа — Ирина Спалько[6][19]
- 2007 — Золотой век — Елизавета I[3][18][19]
- 2004 — Авиатор — Кэтрин Хепбёрн[6]
- 2003 — Властелин колец: Возвращение короля — Галадриэль[18]
- 2002 — Властелин колец: Две крепости — Галадриэль[18]
- 2001 — Властелин колец: Братство Кольца — Галадриэль[18]

#### Анджелина Джоли
- 2015 — Лазурный берег — Ванесса[20]
- 2010 — Солт — Эвелин Солт[19][20]
- 2008 — Подмена — Кристин Коллинз[6][20][21]
- 2007 — Беовульф — Мать Гренделя[3][6]
- 2005 — Мистер и миссис Смит — Джейн Смит[20][21][22][23][24][25]
- 2004 — Александр — Олимпиада[6]

#### Сигурни Уивер
- 1997 — Чужой 4: Воскрешение — клон Эллен Рипли № 8[18]
- 1992 — Чужой 3 — Эллен Рипли[18]
- 1986 — Чужие — Эллен Рипли[18]
- 1979 — Чужой — Эллен Рипли[18]

#### Ким Кэттролл
- 2010 — Секс в большом городе 2 — Саманта Джонс[26]
- 2008 — Секс в большом городе — Саманта Джонс[26]

#### Фиона Шоу
- 2002 — Гарри Поттер и тайная комната — Петунья Дурсль[27]
- 2001 — Гарри Поттер и философский камень — Петунья Дурсль[27]

#### Другие фильмы
- 2017 — Кое-что на день рождения — Сенна Бергес (Шэрон Стоун)[27]
- 2011 — Гарри Поттер и Дары Смерти. Часть 2 — Лили Поттер (Джеральдин Сомервилль)[27]
- 2010 — План Б — Лори (Мэрибет Монро)[19]
- 2007 — Гарри Поттер и Орден Феникса — Амелия Боунс (Сайан Томас)[27]
- 2007 — Звёздная пыль — ведьма Ламия (Мишель Пфайффер)[6][28]

### Сериалы
- 2017 — Изумрудный город — добрая волшебница Глинда (Джоэли Ричардсон), половина женских ролей (закадровое озвучивание SDI Media Russia для Viasat)[29]
- 2016 — Война и мир — Анна Павловна Шерер (Джиллиан Андерсон)[30]
- 2004—2010 — Остаться в живых — половина женских ролей (7 сезон, закадровое озвучивание «Первого канала»)[31]
- 1998—2004 — Секс в большом городе — Миранда Хоббс (Синтия Никсон), второстепенные персонажи (1—5 сезоны, закадровое озвучивание НТВ+ по заказу НТВ, 2002—2003 гг.)[26]
- 1990—1993 — Дживс и Вустер — все женские роли в 1 сезоне (закадровый перевод для телеканала «Россия», 2003 год)[32]

### Мультфильмы и мультсериалы
- 2016 — Кунг-фу панда 3 — мастер Тигрица[3]
- 2016 — Кунг-фу панда: Загадки Свитка — мастер Тигрица[3]
- 2015 — Школа монстров — Клео Де Нил[3]
- 2011 — Кунг-Фу Панда: Секреты Мастеров — мастер Тигрица[3]
- 2011—2014 — Кунг-фу панда: Удивительные легенды — мастер Тигрица, второстепенные персонажи[3]
- 2011 — Кунг-фу панда 2 — мастер Тигрица[3]
- 2007 — Симпсоны в кино — Мардж Симпсон[18][28]

### Компьютерные игры
- 2002 — Disciples II: Dark Prophecy — Архангел (Империя)[33]
- 2002 — Ark Fatalis — ведьма, эльфийская воительница и другие женские роли[33]
- 2003 —  Warcraft III: The Frozen Throne —  Тиранда Шелест Ветра[33]
- 2008 — World of Warcraft — Тиранда Шелест Ветра[34]
- 2015 — Skyforge — Герида[35]
- 2015 — Heroes of the Storm — Тиранда[34]
- 2016 — World of Warcraft: Legion — Тиранда, Леди С’тено[34]
- 2017 — StarCraft: Remastered — Наблюдатель (одна из реплик)[36]
- 2018 — World of Warcraft: Battle for Azeroth — Тиранда[34]
- 2023 — Hogwarts Legacy — Сатьявати Шах, Бетти Багбрук, сельская жительница, тёмная волшебница[37][38] (озвучка студии GamesVoice)
- 2025 — Supernatural: The Game — Мэри Винчестер, бармен Анна[39][40] (озвучка студии RED STAR GAMES)

## Озвучивание

### Мультфильмы и мультсериалы
- 2012 — Снежная Королева — Уна, Принцесса, Зеркало, Озеро Гао
- 2015 — Снежная королева 2: Перезаморозка — Бабушка Орма
- 2015 — Два музыканта — Ганна, Альберт
- 2016 — Снежная королева 3: Огонь и лёд — Альфида[41], Атаманша
- 2017 — Герои Энвелла — Саламандра, Елена Викторовна
- 2017—2020 — Лео и Тиг — Метель Завируха, морская леопардиха Мане, тюлень-мама Апака, носорожица Нтанда
- 2018 — Снежная Королева: Зазеркалье — Снежная королева
- 2018—2019 — Сказочный патруль — Снежная королева, Дух Огня
- 2023 — Чик-Чирикино — мама Елена

### Телепередачи и документальные фильмы
- 2006 — Дунаевские. Три судьбы (Первый канал)
- 2006 — Андрей Ростоцкий: последний романтик (Культура)
- 2006—2013 — Галапагосские острова (Культура)[2]
- 2009—2011 — Час суда (РЕН ТВ) — закадровый голос
- 2012 — Минута славы (Первый канал) — закадровый голос
- 2013 — Время обедать (Первый канал) — закадровый голос
- 2016—н.в. — Международная пилорама (НТВ) — один из закадровых голосов
- 2017 — Бактерии. Война миров (Первый канал) — перевод иностранной речи за кадром
- 2017 — Рудольф Нуреев. Неукротимый гений (ТВ Центр) — перевод иностранной речи за кадром
- 2018 — «Сергей Гармаш. Какой из меня ромео» (Первый канал)